# سيلين مارتي
سيلين مارتي (بالفرنسية: Céline Marty)‏ هي لاعبة كرة قدم فرنسية، ولدت في 30 مارس 1976 في تولوز في فرنسا. شاركت مع منتخب فرنسا لكرة قدم السيدات. أما مع النوادي، فقد لعبت مع Toulouse FC (women) ‏.

## وصلات خارجية
- سيلين مارتي على موقع الاتحاد الدولي (مؤرشف)  (الإنجليزية)
- سيلين مارتي على موقع قاعدة بيانات كرة القدم.إي يو (الإنجليزية)
- سيلين مارتي على موقع Soccerway.com (الإنجليزية)